# 自来也
自来也、児雷也（じらいや）は、江戸時代後期の読本に登場する架空の盗賊・忍者。明治以降、歌舞伎や講談などへの翻案を通して蝦蟇の妖術を使う代表的な忍者キャラクターとして認識され、現在に至るまで映画・漫画・ゲームなど創作作品に大きな影響を及ぼしている。

## 自来也

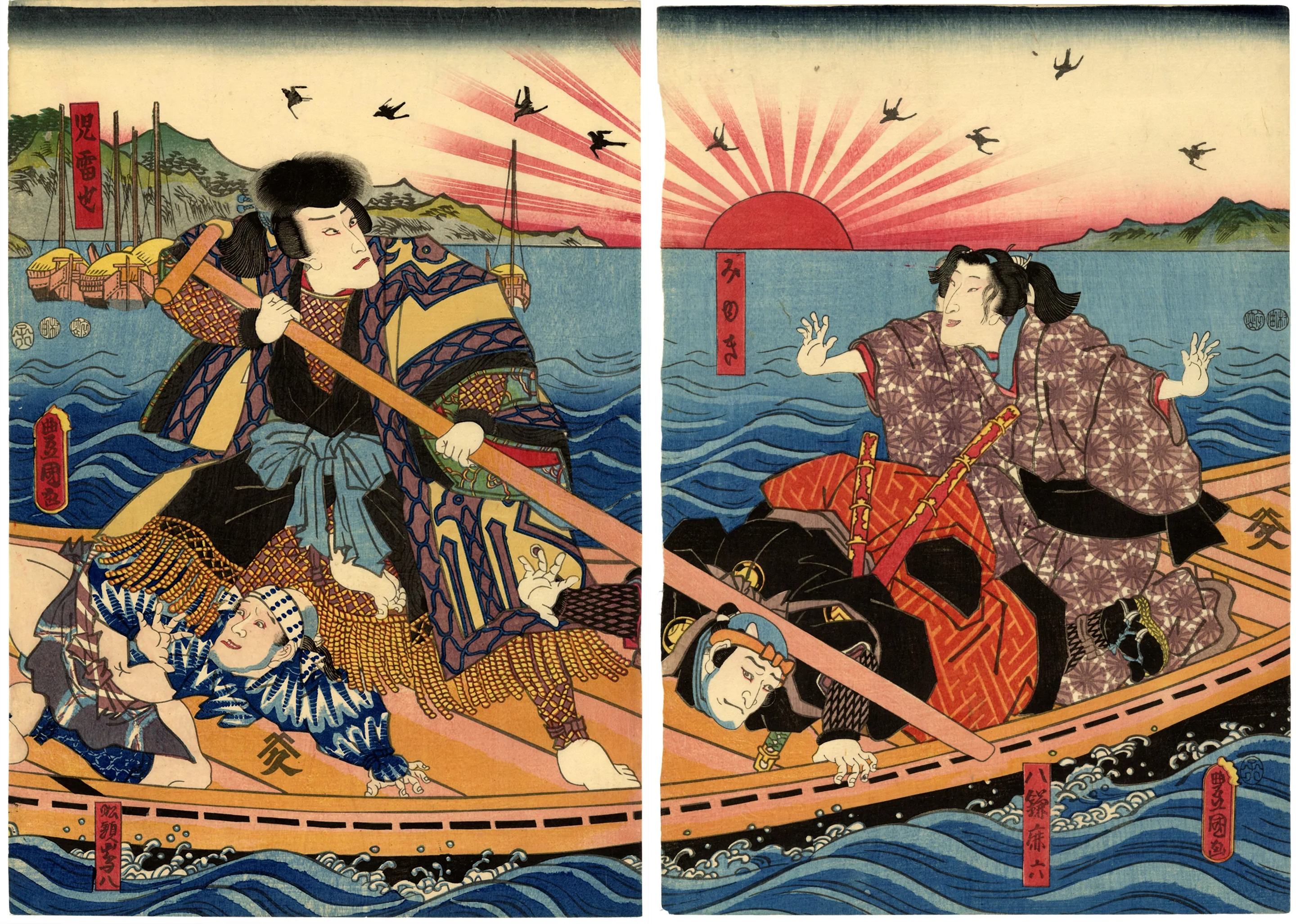
自来也。歌川国貞（1852年）。

日本の物語作品に自来也が初めて登場するのは、感和亭鬼武による読本『自来也説話』（文化3年<1806年>刊）である。自来也は義賊で、その正体は三好家の浪士・尾形周馬寛行（おがた しゅうま ひろゆき）。蝦蟇の妖術を使って活躍する。
「自来也」は、宋代の中国に実在し、盗みに入った家の壁に「我、来たるなり」と書き記したという盗賊「我来也」（沈俶『諧史』所載）を元にしたとされる。自来也の物語は歌舞伎や浄瑠璃に翻案された。

## 児雷也
児雷也は、上記の『自来也説話』を元にして、美図垣笑顔（みずがき えがお）らによって書かれた合巻『児雷也豪傑譚』（天保10年<1839年>から明治元年<1868年>まで刊行。未完）に登場する架空の忍者。
肥後の豪族の子・尾形周馬弘行（おがた しゅうま ひろゆき）がその正体と設定され、越後妙高山に棲む仙素道人から教えられた蝦蟇の妖術（大蝦蟇に乗る、または大蝦蟇に変身する術）を使う。妻は蛞蝓の妖術を使う綱手（つなで）、宿敵は青柳池の大蛇から生まれた大蛇丸（おろちまる）であり、児雷也・大蛇丸・綱手による「三すくみ」の人物設定は本作品から登場している。
「児雷也」は、河竹黙阿弥による『児雷也豪傑譚話』（嘉永5年<1852年>）などの歌舞伎に脚色翻案され、さらに多くの忍者ものの物語やキャラクターの題材となった。1921年公開の牧野省三監督の映画『豪傑児雷也』は、日本初の特撮映画と言われ、主演した尾上松之助の代表作となった。

## その他の二次キャラクター
主に前述の自来也・児雷也をモチーフにしている。また、同じく綱手や大蛇丸などをモチーフにしたキャラクターと併せて登場することも少なくない。
- 自来也 ‐ 1964年9月連載開始の山田風太郎による小説『自来也忍法帖』に登場するキャラクター。作品には綱手の名を持つキャラクターも登場する。
- 自雷也 - 1966年公開の東映の特撮時代劇映画『怪竜大決戦』の主人公。綱手なども登場している。
- コマンダー・ジライヤ ‐ 1978年6月から1979年3月まで放送のテレビアニメ『無敵鋼人ダイターン3』に登場するキャラクター。
- 磁雷矢 ‐ 1988年1月から1989年1月まで放送された東映の特撮ドラマ『世界忍者戦ジライヤ』の主人公。
- 自来也（読みは「じらいあ/ジライア」） ‐ ハドソンとレッド・エンタテインメントのゲーム『天外魔境』シリーズの登場人物にして、第一作目『天外魔境 ZIRIA』の主人公。作品には綱手、大蛇丸の名を持つキャラクターも登場する。
- ジライヤン - 1990年10月から1991年9月まで放送されたテレビアニメ『からくり剣豪伝ムサシロード』に登場するキャラクター。
- ニンジャブラック ジライヤ ‐ 1994年2月から1995年2月まで放送の東映の特撮ドラマ『忍者戦隊カクレンジャー』に登場する忍者。『児雷也豪傑譚』に登場する児雷也の末裔という設定。
- 自来也 ‐ 1999年連載開始の岸本斉史の漫画『NARUTO -ナルト-』に登場する忍者。作品には綱手、大蛇丸の名を持つキャラクターも登場する。
- 児雷也 ‐ 1999年に大都技研から販売されたパチスロ機種『ザ・マジカルニンジャ ジライヤ』及びカプコンがPlayStation 2用のアクションゲームとして開発して2004年に発売キャンセルされた『THE MAGICAL NINJA 児雷也見参！』に登場する松下進がデザインした妖術使いの忍者の主人公。
- 地雷亜 ‐ 2003年連載開始の 空知英秋の漫画『銀魂』に登場する架空の忍者。
- 児雷也 ‐ テレビアニメ『サザエさん』の「となりの児雷也」の回（2006年6月）で登場したガマガエル。裏のおじいさんが命名した。
- ジライヤ ‐ 2008年発売のPlayStation 2用ゲームソフト『ペルソナ4』に登場するペルソナの一つ。
- ジライヤ ‐ 2009年稼動のスクウェア・エニックスのアーケードカードゲーム『LORD of VERMILION II』のカードの一つ。
- ジライヤ ‐ 2014年に発表されたOV『時空脱獄NINJA ジライヤ』の主人公。敵役は大蛇丸から命名したオロチ。

- 怒雷也 - 1958年公開の東宝の喜劇時代劇映画『底抜け忍術合戦』に登場する山賊の親方。
- ジライヤ ‐ 2016年稼動のDMM GAMESのブラウザ／スマホゲーム『一血卍傑-ONLINE-』に登場する主要キャラクター神代八傑の一人。味方キャラクターの中にオロチマルも登場する。

## 関連書籍
- 『現代語訳 江戸の伝奇小説5　報仇奇談自来也説話／近世怪談霜夜星』（国書刊行会、2003年） ISBN 4336044058